# Соханський Георгій Дмитрович
Гео́ргій Дми́трович Соха́нський (рос. Георгий Дмитриевич Соханский; нар. 26 листопада (8 грудня) 1826 — пом. 1 (13) травня 1892, Санкт-Петербург) — генерал від артилерії (1892).

## Біографія
Походив із дворян Чернігівської губернії. Виховувався в Дворянському полку (згодом Костянтинівське артилерійське училище). 10(22) серпня 1845 року став прапорщиком. Соханського призначили в 13-у артилерійську бригаду, в якій він прослужив десять років.
Під час Кримської війни 1853—1856 років перебував у складі військ, що діяли на східному березі Чорного моря та в азійській частині Туреччини. За успіхи в різних справах Соханського нагородили орденами святої Анни четвертого ступеня та святого Станіслава третього ступеня та перевели в лейб-гвардії 1-у артилерійську бригаду.
1860 року Соханського призначили старшим ад'ютантом штабу генерал-фельдцехмейстера. Після скасування цього штабу він залишився старшим ад'ютантом Головного артилерійського управління. 1864 року Соханського підвищили в званні до полковника.
1867 року Соханський став начальником відділення Головного артилерійського управління. Він був членом комісії з розвитку артилерійської освіти та з розгляду звітів, що доставлялися з полігонів і з різних частин.
13(25) квітня 1871 року Соханського призначили помічником начальника Головного артилерійського управління. Того ж року Соханського відрядили для огляду команд і складів, розташованих в Одесі та Києві, та для вказівок на місці та роз'яснення харківському, одеському та київському окружним артилерійським управлінням того порядку, при якому має відбутися перетворення складів на нових засадах.
1(13) січня 1872 року Соханський став генерал-майором.
Соханському доручили оглянути динамінську фортечну артилерію і перевірити караульний наряд у фортецях Віленського військового округу. Після закінчення російсько-турецької війни 1877—1878 років Соханського відрядили до Одеського округу для вказівок щодо роззброєння берегових батарей Чорного моря та для складання штатів очаківських, севастопольських і одеських берегових батарей.
Після повернення з відрядження Соханському доручили роботи з перегляду наявних положень та штатів польового управління артилерією у воєнний час, проектування нових положень, а також розробку питання про влаштування та організацію парків і артилерійських установ воєнного часу. 30 серпня (11 вересня) 1881 року Соханського підвищили в званні до генерал-лейтенанта. 26 грудня 1883 року (7 січня 1884 року за новим стилем) його призначили дорадчим членом артилерійського комітету Головного артилерійського управління та генерал-фельдцехмейстером для доручень при Його Імператорській Високості.
Відтоді Соханського щорічно відряджали для інспекторських оглядів артилерійських частин. Під час цих відряджень він оглянув майже всі військові округи Російської імперії. Крім того, Соханський брав діяльну участь у роботах різних комісій з озброєння, постачання, організації та поповнення артилерії.
Важка хвороба змусила Соханського на початку 1892 року просити про звільнення зі служби. 26 квітня того ж року його підвищили у званні до генерала від артилерії зі звільненням у відставку. Після цього Соханський прожив усього чотири дні. Помер він у Санкт-Петербурзі 1(13) травня 1892 року на 66-му році життя. Поховали генерала на Нікольському цвинтарі Олександро-Невської лаври.
Соханський був одружений, мав п'ятеро дітей . Був тестем генерал-лейтенанта Віктора Абази. Дружина Єлизавета Арсеніївна Соханська померла 4(16) січня 1899 року. Її поховали поруч із чоловіком .